# 志賀勇也
志賀 勇也（しが ゆうや、1998年2月27日 - ）は、プロBMXライダー/パフォーマー
大阪府箕面市出身／箕面市特命大使、BMX大使

## 人物
BMXとの出会いは12歳。15歳から本格的にBMXフラットランドに取り組み、競技者としては日本の様々な大会で通算10回以上の優勝経験を誇る。
BMXのパフォーマーを始めたのは17歳の時、当時BMXのストリートパフォーマーは居らず、BMXストリートパフォーマーとして活動を開始。当初業界ではパイオニアと言われ注目を浴びた。
BMXパフォーマーとして活動をスタートしてから、2年目の時に弱冠19歳でDAIDOGEI WORLD CUP in SHIZUOKA 2017 オン部門に合格、出演を果たす。プロバスケットボール『B.LEAGUE』でのハーフタイムショー（観客4千人）や、吉本新喜劇などの様々な舞台や、幕張メッセで行われたmixi社「XFLAG PARK」（3万人規模）など、大観衆の前でもBMXパフォーマンス披露した実績を持つ。
国内だけではなく、韓国最大級の国際フェスティバル「Ansan Street Arts Festival」からも公式に招聘され、パフォーマンスを行うなうほどの実力の持ち主。
2019年には、サウジアラビアの建国記念日に中東有数の世界都市ジェッダにて開催されたavex社「STAR ISLAND SAUDI ARABIA NATIONAL DAY EDITION」に出演し、BMXパフォーマンスを披露した。

## 競技成績

### BMXコンテスト
- 2012 A-STYLE JAM 3位
- 2012 T.T.T 3位
- 2012 近江牛 JAM 3位
- 2012 A-STYLE JAM 準優勝
- 2012 T.T.T 優勝
- 2012 全国大会 UNDER23 優勝
- 2012 全日本選手権 KING OF GROUND 3位
- 2013 A-STYLE JAM 準優勝
- 2013 近江牛 JAM 優勝
- 2013 扇ヶ浜フリーフェス 優勝
- 2013 SANDA ARK 準優勝
- 2013 PON LEAGUE 優勝
- 2014 C3 JAM 大阪 優勝
- 2014 A-STYLE JAM 優勝
- 2014 扇ヶ浜フリーフェス 優勝
- 2014 3 BICYCLE FES 準優勝
- 2014 UMIKAZE JAM 準優勝
- 2015 C3 JAM 富山 優勝
- 2017 佐賀のRUN2017BMXフリースタイル世界選手権 準優勝
- 2017 UMIKAZE JAM 3位
- 2018 BIKS HIROSHIMA 優勝
- 2019 Champloo Game 3位

### 選手登録 / 取得ライセンス
- JFBF全日本フリースタイルBMX連盟加入選手
- JCF日本自転車連盟ライセンス取得選手
- UCI国際自転車競技連合ライセンス取得選手

## 受賞歴

### パフォーマンスコンテスト
- 第12回 江の島大道芸コンテスト 入賞
- 第2回 異種天下一演芸会 優勝
- 第4回シークルストリートパフォーマンスコンテスト 優勝

### パフォーマーライセンス
- 2016 APPL大須パフォーマーライセンス取得
- 2016 藤沢市公認 江の島パフォーマーライセンス取得
- 2016 厚木市公認 アツギストリートパフォーマンスライセンス取得
- 2016 名古屋市公認 Nagoya POP UP ARTIST取得
- 2016 東京都公認 ヘブンアーティスト取得
- 2017 仙台市公認 まちくるパフォーマーズ仙台取得
- 2018 静岡市公認 まち劇パフォーマーライセンス取得
- 2020 福岡市公認 FUKUOKA STREET LIVE取得

### 公認パフォーマー
- 2015 せんちゅうPAL
- 2015 りんくうプレジャータウンシークル
- 2016 三井アウトレットパーク大阪鶴見

## イベント出演実績

### イベント出演
- 第4回シークルストリートパフォーマンスコンテスト2018
- あべの・天王寺イルミナージュ
- 大阪城西の丸庭園桜ライトアップイベント
- 第12回江の島大道芸コンテスト
- 神戸須磨アクアイルミナージュ
- XFLAG PARK 2016
- 第3回スポーツバイクデモin大阪
- 第4回アリオ鷲宮大道芸グランプリ
- プロバスケットボール「B.LEAGUE」ハーフタイムショー
- 第13回アインオープンデパート
- XTRAP「Meet up X」オープニングアクト
- びわこジャズ東近江2017
- 自転車安全利用TOKYOキャンペーン キックオフ・イベント
- ソラマチ大道芸フェスティバル2017（カウントダウンパフォーマンス）
- 第2回異種天下一演芸会
- 2017 CELEBRATE AMERICA
- ネバーエンディングランド大阪公演（ゲスト出演）
- ふるさと絆祭り
- 住之江フェスティバル
- FISE Hiroshima 2018 開催決定記者発表会

### 国内フェスティバル出演
- 天保山ワールドパフォーマンスフェスティバル2015
- DAIDOGEI WORLD CUP in SHIZUOKA 2016 フリンジ部門
- ふれあいらんど三宅島マリンスコーレ21フェスティバル2017
- 仙台大道芸 第2回 まちくるカーニバル2017
- DAIDOGEI WORLD CUP in SHIZUOKA 2017 オン部門
- 第52回箕面市民スポーツカーニバルふれあいフェスティバル

### 海外フェスティバル出演
- 2017 Ansan Street Arts Festival（韓国）公式招聘
- 2017 韓国シアターフェスティバル in 大邱（韓国）招待
- 2019 STAR ISLAND SAUDI ARABIA（サウジアラビア）

### 舞台出演
- XFLAG PARK 2016（mixi）
- Joy!Joy!エンタメ新喜劇（吉本新喜劇）
- STAR ISLAND（avex)

### 商業施設等出演
関西地方
- 大阪府/みのおキューズモール
- 大阪府/あべのキューズモール
- 大阪府/阪急百貨店 うめだ本店
- 大阪府/なんばグランド花月
- 大阪府/天保山マーケットプレース
- 大阪府/りんくうプレジャータウンシークル
- 大阪府/せんちゅうPAL
- 大阪府/天王寺公園
- 大阪府/味園ユニバース
- 大阪府/イオンモール堺北花田
- 大阪府/三井アウトレットパーク大阪鶴見
- 大阪府/大阪南港ATCピロティ広場
- 大阪府/STARBOX
- 大阪府/インテックス大阪
- 大阪府/住之江ボートレース場
- 兵庫県/西宮市立中央体育館
- 兵庫県/エコール・リラショッピングセンター
- 兵庫県/六甲山カンツリークラブ
- 兵庫県/神戸ワイナリー
- 兵庫県/神戸市立須磨海浜水族園
- 滋賀県/フォレオ大津一里山
- 滋賀県/ピエリ守山

関東地方
- 東京都/二子玉川ライズショッピングセンター
- 東京都/東京スカイツリーソラマチひろば
- 東京都/米軍横田基地
- 千葉県/幕張メッセ
- 神奈川県/mont-bell 横浜リーフみなとみらい
- 埼玉県/アリオ鷲宮
- 栃木県/ブレックスアリーナ宇都宮

北陸地方
- 石川県/金沢ハウジングセンター

中部地方
- 愛知県/道の駅もっくる新城
- 愛知県/イオンモール熱田
- 山梨県/富士急ハイランド
- 岐阜県/モレラ岐阜

九州地方
- 福岡県/キャナルシティ博多

その他
- お寺、小学校、中学校（芸術鑑賞会）、祭り、福祉施設

## メディア出演

### TV
- J:COM「チキチキジョニーの関西ええとこ見つけ隊」
- eo光テレビ「ゲツ→キン」

### DVD
- XFLAG PARK 2016 [Blu-ray&DVD]

### ラジオ
- タッキー81.6 みのおエフエム「みのたんらじお」
- ラジオ関西 ピッカルの「今夜もヤーマン」??
- ラジオ大阪 OBC 「扇田さゆりのお福わけ(おすそわけ)」
- タッキー81.6 みのおエフエム「みのたんらじお」

### Yahoo!ニュース
- 「痛みで気絶」壮絶リハビリ乗り越えて、志賀勇也が再びBMXに乗った理由

## スポンサー/サポート
- 医療法人社団和風会 千里リハビリテーション病院
- みのおキューズモール
- erg
- SHARK Energy Drink Japan
- BMX Shop Kaitaya
- Rocker mini BMX JAPAN